# Чемпионат Испании по футболу
Ла Ли́га (исп. La Liga), также Приме́ра Дивисьо́н (исп. Primera División) или просто Примера, — профессиональная футбольная лига, высший дивизион в системе футбольных лиг Испании. В Ла Лиге принимают участие 20 футбольных клубов; команды, занявшие три последние строчки в таблице, выбывают в следующий по уровню дивизион — Сегунду, в то время как три лучшие команды Сегунды получают право выступить в Ла Лиге.
Ла Лига считается одной из сильнейших лиг в мире, в таблице коэффициентов УЕФА этот турнир располагается на втором месте, выше находится лишь английская Премьер-лига (по состоянию на 2025 год). Наиболее титулованным клубом в истории высшей испанской футбольной лиги является «Реал Мадрид». Андони Субисаррета и Хоакин провели наибольшее количество матчей в Ла Лиге, в то время как Лионель Месси является лучшим бомбардиром в истории этого турнира. Клубы Ла Лиги являются лидерами по количеству побед в Лиге чемпионов УЕФА (20), Лиге Европы УЕФА (13), Суперкубке УЕФА (16) и Клубном чемпионате мира (7). Действующий победитель турнира — «Барселона», занявшая первое место в сезоне 2024/25.

## История

### Основание
Впервые идею национальной футбольной лиги в Испании предложил в апреле 1927 года Хосе Мария Ача, директор клуба «Аренас» из Гечо. После длительных дискуссий относительно размера лиги и критериев допуска клубов, в конечном итоге Королевская испанская футбольная федерация определила десятку первых участников Примера лиги 1928 года. «Барселона», «Реал Мадрид», «Атлетик Бильбао», «Реал Сосьедад», «Аренас Гечо» и «Реал Унион» (Ирун) вошли в число участников на правах предыдущих победителей Королевского кубка. «Атлетик Мадрид» (название клуба «Атлетико Мадрид» в то время), «Эспаньол» и «Европа» (оба — из Барселоны) получили право участия в качестве предыдущих финалистов кубка, а «Расинг» из Сантандера завоевал место в лиге путём победы в переходном турнире. По состоянию на конец сезона 2021/2022, только три клуба из числа основателей, «Барселона», «Реал Мадрид» и «Атлетик Бильбао», ни разу не выбывали в низшие дивизионы.

### Известность «Атлетика» из Бильбао
Несмотря на то, что первый чемпионский титул выиграла «Барселона», а «Реал Мадрид» побеждал в 1932 и 1933 годах, в этих годах в финале «Реал» победил «Барселону» со счётом 2:0, в первые годы лидером испанского футбола был «Атлетик Бильбао», занявший первое место в 1930, 1931, 1934 и 1936 годах и второе — в 1932 и 1933 годах. В 1935 году чемпионом впервые (и пока единственный раз) стал «Реал Бетис», который выступал под названием «Бетис Баломпие». Игры Лиги были приостановлены на период гражданской войны в Испании, но клубы республиканской территории (кроме двух мадридских), разыграли между собой Средиземноморскую лигу, чемпионом которой в 1937 году стала «Барселона».

### Появление «Атлетико» Мадрид, «Барселоны» и «Валенсии»
После возобновления Лиги в 1940-х годах вначале сильнейшими клубами были «Атлетико Авиасьон», «Валенсия» и «Севилья». «Атлетико Авиасьон» (бывшее название клуба «Атлетико Мадрид» в то время) получил право участия в сезоне 1939/40 лишь в качестве замены «Реалу Овьедо», чей стадион был разрушен во время войны. Мадридский клуб праздновал победу в первый же сезон, а также защитил свой титул в 1941 году. Другие клубы тогда потеряли множество игроков, покинувших страну, казнённых или погибших на войне, но «Атлетико», наоборот, усилился, во многом благодаря слиянию «Атлетико Мадрид» и «Авиасьон Насьональ» из Сарагосы. Молодой довоенный состав «Валенсии» был также сохранён, и в послевоенные годы добился успеха, выиграв чемпионский титул в 1942, 1944 и 1947 годах, а также заняв второе место в 1948 и 1949 годах. «Севилья» также переживала подъём, заняв второе место в 1940 и 1942 годах и завоевав свой, пока единственный, чемпионский титул в 1946 году. В конце десятилетия «Барселона» начала понемногу перетягивать на себя мантию лидера, став чемпионом в 1945, 1948 и 1949 годах.

### Ди Стефано, Пушкаш, Кубала и Суарес
Хотя «Атлетико Мадрид» (вновь сменив название) стал чемпионом в 1950 и 1951 годах под руководством вдохновителя катеначчо Эленио Эрреры, 1950-е годы были началом эры доминирования «Барселоны» и «Реала». На протяжении 1930-х, 1940-х и 1950-х годов существовали суровые ограничения на количество иностранных игроков. В большинстве случаев клубам позволялось заявить лишь трёх иностранных футболистов на игру. Но в 1950-х годах «Реал» и «Барселона» нашли возможность обойти правила, натурализовав Альфредо Ди Стефано, Ференца Пушкаша и Ладислао Кубалу. Вдохновлённая игрой Кубалы, «Барселона» получила[уточнить] титул в 1952 и 1953 годах. Ди Стефано, Пушкаш и Франциско Хенто были ядром состава «Реала», который доминировал во второй половине 1950-х годов. «Реал» выигрывал лигу в 1954, 1955, 1957 и 1958 годах, уступив титул «Атлетику» в 1956 году. «Барселона» выиграла чемпионат в 1959 и 1960 годах под руководством Эленио Эрреры и с Луисом Суаресом в составе.

### Доминирование «Реала»
Между 1961 и 1980 годами в Примере доминировал «Реал» Мадрид, становившийся чемпионом 14 раз, включая пять побед подряд между 1961 и 1965 годами и две серии из трёх побед подряд (1967—1969 и 1978—1980). Лишь «Атлетико Мадрид» смог составить достойную конкуренцию «Реалу» на протяжении этого периода, победив четыре раза (в 1966, 1970, 1973 и 1977 годах). Ещё два титула достались «Валенсии» в 1971 году и «Барселоне» с Йоханом Кройфом в составе в 1974 году.

### «Реал» Мадрид и баскские клубы
В конце концов доминированию двух клубов из Мадрида временно был положен конец двумя клубами из страны Басков. «Реал Сосьедад» выиграл титул в 1981 и 1982 годах, а «Атлетик Бильбао» — в 1983 и 1984 годах. Терри Венейблс привёл «Барселону» к одному титулу в 1985 году, после чего «Реал» снова становился победителем пять раз подряд (1986—1990) под руководством голландца Лео Беенхаккера. В составе мадридцев играли Уго Санчес, Эмилио Бутрагеньо, Мануэль Санчис, Рафаэль Мартин Васкес, Мичел и Мигель Пардеса.

### «Команда мечты» «Барселоны»
Йохан Кройф вернулся в «Барселону» в качестве тренера в 1988 году, собрав «Dream Team» с такими игроками, как Хосеп Гвардиола, Хосе Мари Бакеро, Чики Бегиристайн, Йон Гойкоэчеа, Рональд Куман, Микаэль Лаудруп, Ромарио и Христо Стоичков. Эта команда выиграла титул четыре раза подряд между 1991 и 1994 годами и выиграла Кубок европейских чемпионов в 1992 году. После конфликта с Кройфом, Лаудруп перешёл в стан главного соперника «Барсы», — «Реала» — и помог тому прервать победную поступь «Барселоны» в 1995 году. После этого чемпионами становились «Атлетико Мадрид» под руководством серба Радомира Антича в 1996 г. и снова «Реал» Мадрид в 1997 году. После успеха Кройфа ещё один голландец Луи ван Гал прибыл на «Камп Ноу», и с помощью таких игроков, как Луиш Фигу, Луис Энрике и Ривалдо, «Барселона» снова выиграла титул в 1998 и 1999 годах.

### «Реал» Мадрид, «Барселона» и новые претенденты
В новом тысячелетии «Реал» и «Барселона» столкнулись с новыми вызовами. Между 1993 и 2004 годами «Депортиво Ла-Корунья» финишировал в тройке призёров девять раз — больше, чем «Реал» или «Барселона», а в 2000 году, под руководством Хавьера Ируреты, «Депортиво» стал девятым чемпионом в истории лиги. «Реал» завоевал титул в 2001 и 2003 годах, но все большую конкуренцию мадридцам составляла «Валенсия», которая переживала возрождение под руководством Эктора Купера, дойдя до финала Лиги чемпионов в 2000 и 2001 годах. Его преемник Рафаэль Бенитес продолжил начатое дело и привёл клуб к чемпионству в 2002 году и к «дублю» в Лиге и Кубке УЕФА в 2004 году. «Барселона», вдохновлённая игрой Роналдиньо, завоевала титул в сезонах 2004/05 и 2005/06 (во втором сезоне вместе с Лигой чемпионов). Одновременно вновь взошла звезда «Севильи», которая, хотя и не выиграла лигу, дважды подряд победила в Кубке УЕФА (2005/06 и 2006/07 — во втором случае, победив в финале ещё один испанский клуб, «Эспаньол»). Но в конце десятилетия «Реал» вернул себе потерянные позиции, став чемпионом в сезонах 2006/07 и 2007/08. А в сезоне 2009/10 конкуренция «Реала» и «Барсы» достигла такого пика, что даже 96 очков, набранных «Реалом», не хватило для чемпионского титула, ибо «Барселона» набрала 99 очков, проиграв по ходу чемпионата всего лишь один раз (мадридскому «Атлетико» со счётом 1:2).

### Двоевластие «Барселоны» и «Реала»
В сезоне 2011/12 «Реал» под руководством Жозе Моуринью стал чемпионом Испании в 32-й раз, при этом установив рекорд по набранным очкам и забитым голам, «королевский клуб» набрал 100 очков и забил 121 гол. В сезоне 2012/13 «Барселона» вернула себе чемпионское звание, повторив прошлогодний рекорд мадридцев (100 очков за сезон), однако не смогла повторить рекорд по общему количеству забитых мячей (115). В сезоне 2013/14 после долгого перерыва чемпионом стал «Атлетико Мадрид», начавший возвращать себе свои позиции в испанском футболе. Затем «Барселона» стала чемпионом в сезонах 2014/15 и 2015/16.
12 августа 2016 руководство Ла Лиги отправило официальное письмо в Судейский технический комитет Королевской федерации футбола, в котором приглашало начать эксперимент с ассистентом — видеоарбитром.
В сентябре 2018 года стало известно, что Ла Лига и федерация футбола Испании объявили о заключении соглашения с международной компанией Relevent Sports на проведение некоторых матчей чемпионата в Северной Америке. Первой игрой должна была стать встреча 21-го тура чемпионата-2018/19 «Жирона» — «Барселона», которая должна была пройти в Майами (США) 27 января. Соглашение было рассчитано на 15 лет, также эта компания должна была заниматься бродкастингом на континенте.

## Чемпионы Испании по футболу
Мадридский «Реал» и «Барселона» являются самыми успешными клубами чемпионата Испании — по состоянию на 2024 год на двоих они выиграли 63 титула: 36 раз побеждал «Реал» и 27 раз — «Барселона». «Атлетик Бильбао» и «Барселона» по пять раз делали «Золотой дубль» (выигрывали чемпионат и Кубок Испании). «Барселона» — единственный испанский клуб, которому удалось сделать два раза «Золотой хет-трик» и к титулам чемпиона и обладателя Кубка Испании прибавить победу в Лиге чемпионов УЕФА. В чемпионате Испании рекорд по набранным очкам принадлежит мадридскому «Реалу» и «Барселоне». В сезоне 2011/12 «королевский клуб» набрал рекордные 100 очков, а через год «каталонцы» повторили достижение.

## Призёры
| Год     | Чемпион                                                   | Вице-чемпион                                              | Третье место                                              |
| ------- | --------------------------------------------------------- | --------------------------------------------------------- | --------------------------------------------------------- |
| 1929    | «Барселона»                                               | «Реал Мадрид»                                             | «Атлетик Бильбао»                                         |
| 1929/30 | «Атлетик Бильбао»                                         | «Барселона»                                               | «Аренас Гечо»                                             |
| 1930/31 | «Атлетик Бильбао»                                         | «Расинг Сантандер»                                        | «Реал Сосьедад»                                           |
| 1931/32 | «Реал Мадрид»                                             | «Атлетик Бильбао»                                         | «Барселона»                                               |
| 1932/33 | «Реал Мадрид»                                             | «Атлетик Бильбао»                                         | «Эспаньол»                                                |
| 1933/34 | «Атлетик Бильбао»                                         | «Реал Мадрид»                                             | «Расинг Сантандер»                                        |
| 1934/35 | «Бетис Баломпи»                                           | «Реал Мадрид»                                             | «Овьедо»                                                  |
| 1935/36 | «Атлетик Бильбао»                                         | «Реал Мадрид»                                             | «Овьедо»                                                  |
| 1936/39 | Чемпионат не проводился из-за Гражданской войны в Испании | Чемпионат не проводился из-за Гражданской войны в Испании | Чемпионат не проводился из-за Гражданской войны в Испании |
| 1939/40 | «Атлетико Авиасьон»                                       | «Севилья»                                                 | «Атлетик Бильбао»                                         |
| 1940/41 | «Атлетико Авиасьон»                                       | «Атлетик Бильбао»                                         | «Валенсия»                                                |
| 1941/42 | «Валенсия»                                                | «Реал Мадрид»                                             | «Атлетико Авиасьон»                                       |
| 1942/43 | «Атлетик Бильбао»                                         | «Севилья»                                                 | «Барселона»                                               |
| 1943/44 | «Валенсия»                                                | «Атлетико Авиасьон»                                       | «Севилья»                                                 |
| 1944/45 | «Барселона»                                               | «Реал Мадрид»                                             | «Атлетико Авиасьон»                                       |
| 1945/46 | «Севилья»                                                 | «Барселона»                                               | «Атлетик Бильбао»                                         |
| 1946/47 | «Валенсия»                                                | «Атлетик Бильбао»                                         | «Атлетико Авиасьон»                                       |
| 1947/48 | «Барселона»                                               | «Валенсия»                                                | «Атлетико Мадрид»                                         |
| 1948/49 | «Барселона»                                               | «Валенсия»                                                | «Реал Мадрид»                                             |
| 1949/50 | «Атлетико Мадрид»                                         | «Депортиво Ла-Корунья»                                    | «Валенсия»                                                |
| 1950/51 | «Атлетико Мадрид»                                         | «Севилья»                                                 | «Валенсия»                                                |
| 1951/52 | «Барселона»                                               | «Атлетик Бильбао»                                         | «Реал Мадрид»                                             |
| 1952/53 | «Барселона»                                               | «Валенсия»                                                | «Реал Мадрид»                                             |
| 1953/54 | «Реал Мадрид»                                             | «Барселона»                                               | «Валенсия»                                                |
| 1954/55 | «Реал Мадрид»                                             | «Барселона»                                               | «Атлетик Бильбао»                                         |
| 1955/56 | «Атлетик Бильбао»                                         | «Барселона»                                               | «Реал Мадрид»                                             |
| 1956/57 | «Реал Мадрид»                                             | «Севилья»                                                 | «Барселона»                                               |
| 1957/58 | «Реал Мадрид»                                             | «Атлетико Мадрид»                                         | «Барселона»                                               |
| 1958/59 | «Барселона»                                               | «Реал Мадрид»                                             | «Атлетик Бильбао»                                         |
| 1959/60 | «Барселона»                                               | «Реал Мадрид»                                             | «Атлетик Бильбао»                                         |
| 1960/61 | «Реал Мадрид»                                             | «Атлетико Мадрид»                                         | «Реал Сарагоса»                                           |
| 1961/62 | «Реал Мадрид»                                             | «Барселона»                                               | «Атлетико Мадрид»                                         |
| 1962/63 | «Реал Мадрид»                                             | «Атлетико Мадрид»                                         | «Реал Овьедо»                                             |
| 1963/64 | «Реал Мадрид»                                             | «Барселона»                                               | «Реал Бетис»                                              |
| 1964/65 | «Реал Мадрид»                                             | «Атлетико Мадрид»                                         | «Реал Сарагоса»                                           |
| 1965/66 | «Атлетико Мадрид»                                         | «Реал Мадрид»                                             | «Барселона»                                               |
| 1966/67 | «Реал Мадрид»                                             | «Барселона»                                               | «Эспаньол»                                                |
| 1967/68 | «Реал Мадрид»                                             | «Барселона»                                               | «Лас-Пальмас»                                             |
| 1968/69 | «Реал Мадрид»                                             | «Лас-Пальмас»                                             | «Барселона»                                               |
| 1969/70 | «Атлетико Мадрид»                                         | «Атлетик Бильбао»                                         | «Севилья»                                                 |
| 1970/71 | «Валенсия»                                                | «Барселона»                                               | «Атлетико Мадрид»                                         |
| 1971/72 | «Реал Мадрид»                                             | «Валенсия»                                                | «Барселона»                                               |
| 1972/73 | «Атлетико Мадрид»                                         | «Барселона»                                               | «Эспаньол»                                                |
| 1973/74 | «Барселона»                                               | «Атлетико Мадрид»                                         | «Реал Сарагоса»                                           |
| 1974/75 | «Реал Мадрид»                                             | «Реал Сарагоса»                                           | «Барселона»                                               |
| 1975/76 | «Реал Мадрид»                                             | «Барселона»                                               | «Атлетико Мадрид»                                         |
| 1976/77 | «Атлетико Мадрид»                                         | «Барселона»                                               | «Атлетик Бильбао»                                         |
| 1977/78 | «Реал Мадрид»                                             | «Барселона»                                               | «Атлетик Бильбао»                                         |
| 1978/79 | «Реал Мадрид»                                             | «Спортинг Хихон»                                          | «Атлетико Мадрид»                                         |
| 1979/80 | «Реал Мадрид»                                             | «Реал Сосьедад»                                           | «Спортинг Хихон»                                          |
| 1980/81 | «Реал Сосьедад»                                           | «Реал Мадрид»                                             | «Атлетико Мадрид»                                         |
| 1981/82 | «Реал Сосьедад»                                           | «Барселона»                                               | «Реал Мадрид»                                             |
| 1982/83 | «Атлетик Бильбао»                                         | «Реал Мадрид»                                             | «Атлетико Мадрид»                                         |
| 1983/84 | «Атлетик Бильбао»                                         | «Реал Мадрид»                                             | «Барселона»                                               |
| 1984/85 | «Барселона»                                               | «Атлетико Мадрид»                                         | «Атлетик Бильбао»                                         |
| 1985/86 | «Реал Мадрид»                                             | «Барселона»                                               | «Атлетик Бильбао»                                         |
| 1986/87 | «Реал Мадрид»                                             | «Барселона»                                               | «Эспаньол»                                                |
| 1987/88 | «Реал Мадрид»                                             | «Реал Сосьедад»                                           | «Атлетико Мадрид»                                         |
| 1988/89 | «Реал Мадрид»                                             | «Барселона»                                               | «Валенсия»                                                |
| 1989/90 | «Реал Мадрид»                                             | «Валенсия»                                                | «Барселона»                                               |
| 1990/91 | «Барселона»                                               | «Атлетико Мадрид»                                         | «Реал Мадрид»                                             |
| 1991/92 | «Барселона»                                               | «Реал Мадрид»                                             | «Атлетико Мадрид»                                         |
| 1992/93 | «Барселона»                                               | «Реал Мадрид»                                             | «Депортиво Ла-Корунья»                                    |
| 1993/94 | «Барселона»                                               | «Депортиво Ла-Корунья»                                    | «Реал Сарагоса»                                           |
| 1994/95 | «Реал Мадрид»                                             | «Депортиво Ла-Корунья»                                    | «Реал Бетис»                                              |
| 1995/96 | «Атлетико Мадрид»                                         | «Валенсия»                                                | «Барселона»                                               |
| 1996/97 | «Реал Мадрид»                                             | «Барселона»                                               | «Депортиво Ла-Корунья»                                    |
| 1997/98 | «Барселона»                                               | «Атлетик Бильбао»                                         | «Реал Сосьедад»                                           |
| 1998/99 | «Барселона»                                               | «Реал Мадрид»                                             | «Мальорка»                                                |
| 1999/00 | «Депортиво Ла-Корунья»                                    | «Барселона»                                               | «Валенсия»                                                |
| 2000/01 | «Реал Мадрид»                                             | «Депортиво Ла-Корунья»                                    | «Мальорка»                                                |
| 2001/02 | «Валенсия»                                                | «Депортиво Ла-Корунья»                                    | «Реал Мадрид»                                             |
| 2002/03 | «Реал Мадрид»                                             | «Реал Сосьедад»                                           | «Депортиво Ла-Корунья»                                    |
| 2003/04 | «Валенсия»                                                | «Барселона»                                               | «Депортиво Ла-Корунья»                                    |
| 2004/05 | «Барселона»                                               | «Реал Мадрид»                                             | «Вильярреал»                                              |
| 2005/06 | «Барселона»                                               | «Реал Мадрид»                                             | «Валенсия»                                                |
| 2006/07 | «Реал Мадрид»                                             | «Барселона»                                               | «Севилья»                                                 |
| 2007/08 | «Реал Мадрид»                                             | «Вильярреал»                                              | «Барселона»                                               |
| 2008/09 | «Барселона»                                               | «Реал Мадрид»                                             | «Севилья»                                                 |
| 2009/10 | «Барселона»                                               | «Реал Мадрид»                                             | «Валенсия»                                                |
| 2010/11 | «Барселона»                                               | «Реал Мадрид»                                             | «Валенсия»                                                |
| 2011/12 | «Реал Мадрид»                                             | «Барселона»                                               | «Валенсия»                                                |
| 2012/13 | «Барселона»                                               | «Реал Мадрид»                                             | «Атлетико Мадрид»                                         |
| 2013/14 | «Атлетико Мадрид»                                         | «Барселона»                                               | «Реал Мадрид»                                             |
| 2014/15 | «Барселона»                                               | «Реал Мадрид»                                             | «Атлетико Мадрид»                                         |
| 2015/16 | «Барселона»                                               | «Реал Мадрид»                                             | «Атлетико Мадрид»                                         |
| 2016/17 | «Реал Мадрид»                                             | «Барселона»                                               | «Атлетико Мадрид»                                         |
| 2017/18 | «Барселона»                                               | «Атлетико Мадрид»                                         | «Реал Мадрид»                                             |
| 2018/19 | «Барселона»                                               | «Атлетико Мадрид»                                         | «Реал Мадрид»                                             |
| 2019/20 | «Реал Мадрид»                                             | «Барселона»                                               | «Атлетико Мадрид»                                         |
| 2020/21 | «Атлетико Мадрид»                                         | «Реал Мадрид»                                             | «Барселона»                                               |
| 2021/22 | «Реал Мадрид»                                             | «Барселона»                                               | «Атлетико Мадрид»                                         |
| 2022/23 | «Барселона»                                               | «Реал Мадрид»                                             | «Атлетико Мадрид»                                         |
| 2023/24 | «Реал Мадрид»                                             | «Барселона»                                               | «Жирона»                                                  |
| 2024/25 | «Барселона»                                               | «Реал Мадрид»                                             | «Атлетико Мадрид»                                         |

## Достижения клубов
| Клуб                   | Чемпион | 2-е место | 3-е место |
| ---------------------- | --- | --- | --- |
| «Реал Мадрид»          | 36 (1931/32, 1932/33, 1953/54, 1954/55, 1956/57, 1957/58, 1960/61, 1961/62, 1962/63, 1963/64, 1964/65, 1966/67, 1967/68, 1968/69, 1971/72, 1974/75, 1975/76, 1977/78, 1978/79, 1979/80, 1985/86, 1986/87, 1987/88, 1988/89, 1989/90, 1994/95, 1996/97, 2000/01, 2002/03, 2006/07, 2007/08, 2011/12, 2016/17, 2019/20, 2021/22, 2023/24) | 26 (1929; 1933/34; 1934/35; 1935/36; 1941/42; 1944/45; 1958/59; 1959/60; 1965/66; 1980/81; 1982/83; 1983/84; 1991/92; 1992/93; 1998/99; 2004/05; 2005/06; 2008/09; 2009/10; 2010/11; 2012/13; 2014/15; 2015/16, 2020/21, 2022/23, 2024/25)                      | 10 (1948/49, 1951/52, 1952/53, 1955/56, 1981/82, 1990/91, 2001/02, 2013/14, 2017/18, 2018/19)                                                                                           |
| «Барселона»            | 28 (1929, 1944/45, 1947/48, 1948/49, 1951/52, 1952/53, 1958/59, 1959/60, 1973/74, 1984/85, 1990/91, 1991/92, 1992/93, 1993/94, 1997/98, 1998/99, 2004/05, 2005/06, 2008/09, 2009/10, 2010/11, 2012/13, 2014/15, 2015/16, 2017/18, 2018/19, 2022/23, 2024/25)                                                                            | 28 (1929/30, 1945/46, 1953/54, 1954/55, 1955/56, 1961/62, 1963/64, 1966/67, 1967/68, 1970/71, 1972/73, 1975/76, 1976/77, 1977/78, 1981/82, 1985/86, 1986/87, 1988/89, 1996/97, 1999/00, 2003/04, 2006/07, 2011/12, 2013/14, 2016/17, 2019/20, 2021/22, 2023/24) | 13 (1931/32, 1942/43, 1956/57, 1957/58, 1965/66, 1968/69, 1971/72, 1974/75, 1983/84, 1989/90, 1995/96, 2007/08, 2020/21)                                                                |
| «Атлетико Мадрид»      | 11 (1939/40, 1940/41, 1949/50, 1950/51, 1965/66, 1969/70, 1972/73, 1976/77, 1995/96, 2013/14, 2020/21) | 10 (1943/44, 1957/58, 1960/61, 1962/63, 1964/65, 1973/74, 1984/85, 1990/91, 2017/18, 2018/19) | 20 (1941/42, 1944/45, 1946/47, 1947/48, 1961/62, 1970/71, 1975/76, 1978/79, 1980/81, 1982/83, 1987/88, 1991/92, 2012/13, 2014/15, 2015/16, 2016/17, 2019/20, 2021/22, 2022/23, 2024/25) |
| «Атлетик Бильбао»      | 8 (1929/30, 1930/31, 1933/34, 1935/36, 1942/43, 1955/56, 1982/83, 1983/84) | 7 (1931/32, 1932/33, 1940/41, 1946/47, 1951/52, 1969/70, 1997/98) | 10 (1929, 1939/40, 1945/46, 1954/55, 1958/59, 1959/60, 1976/77, 1977/78, 1984/85, 1985/86)                                                                                              |
| «Валенсия»             | 6 (1941/42, 1943/44, 1946/47, 1970/71, 2001/02, 2003/04) | 6 (1947/48, 1948/49, 1952/53, 1971/72, 1989/90, 1995/96) | 10 (1940/41, 1949/50, 1950/51, 1953/54, 1988/89, 1999/00, 2005/06, 2009/10, 2010/11, 2011/12)                                                                                           |
| «Реал Сосьедад»        | 2 (1980/81, 1981/82) | 3 (1979/80, 1987/88, 2002/03) | 2 (1930/31, 1997/98) |
| «Депортиво Ла-Корунья» | 1 (1999/00) | 5 (1949/50, 1993/94, 1994/95, 2000/01, 2001/02) | 4 (1992/93, 1996/97, 2002/03, 2003/04) |
| «Севилья»              | 1 (1945/46) | 4 (1939/40, 1942/43, 1950/51, 1956/57) | 4 (1943/44, 1969/70, 2006/07, 2008/09) |
| «Реал Бетис»           | 1 (1934/35) | | 2 (1963/64, 1994/95) |
| «Реал Сарагоса»        | | 1 (1974/75) | 4 (1960/61, 1964/65, 1973/74, 1993/94) |
| «Расинг» (Сантандер)   | | 1 (1930/31) | 1 (1933/34) |
| «Лас-Пальмас»          | | 1 (1968/69) | 1 (1967/68) |
| «Спортинг» (Хихон)     | | 1 (1978/79) | 1 (1979/80) |
| «Вильярреал»           | | 1 (2007/08) | 1 (2004/05) |
| «Эспаньол»             | | | 4 (1932/33, 1966/67, 1972/73, 1986/87) |
| «Реал Овьедо»          | | | 3 (1934/35, 1935/36, 1962/63) |
| «Мальорка»             | | | 2 (1998/99, 2000/01) |
| «Жирона»               | | | 1 (2023/24) |

## Общая таблица чемпионата
По состоянию на окончание сезона 2022/23
| Поз | Команда              | С  | Очк  | И    | В    | Н   | П    | ГЗ   | ГП   | 1  | 2  | 3  | 4  | 5  | 6  | Т  | Дебют   | Нач/Посл | Лучшее |
| --- | -------------------- | -- | ---- | ---- | ---- | --- | ---- | ---- | ---- | -- | -- | -- | -- | -- | -- | -- | ------- | -------- | ------ |
| 1   | Реал Мадрид          | 92 | 4864 | 2990 | 1791 | 597 | 600  | 6396 | 3350 | 35 | 25 | 10 | 8  | 3  | 4  | 85 | 1929    | 1929     | 1      |
| 2   | Барселона            | 92 | 4764 | 2990 | 1733 | 606 | 651  | 6398 | 3313 | 27 | 27 | 13 | 12 | 4  | 6  | 89 | 1929    | 1929     | 1      |
| 3   | Атлетико Мадрид      | 86 | 3901 | 2842 | 1374 | 658 | 810  | 4900 | 3488 | 11 | 10 | 19 | 9  | 7  | 6  | 62 | 1929    | 2002/03  | 1      |
| 4   | Валенсия             | 88 | 3706 | 2892 | 1270 | 687 | 935  | 4700 | 3746 | 6  | 6  | 10 | 13 | 10 | 7  | 52 | 1931/32 | 1987/88  | 1      |
| 5   | Атлетик Бильбао      | 92 | 3667 | 2990 | 1284 | 707 | 999  | 4894 | 3954 | 8  | 7  | 10 | 5  | 8  | 10 | 49 | 1929    | 1929     | 1      |
| 6   | Севилья              | 79 | 3202 | 2636 | 1098 | 590 | 948  | 3998 | 3629 | 1  | 4  | 4  | 8  | 12 | 7  | 38 | 1934/35 | 2001/02  | 1      |
| 7   | Эспаньол             | 87 | 2998 | 2816 | 997  | 667 | 1152 | 3812 | 4156 | —  | —  | 4  | 5  | 2  | 5  | 16 | 1929    | 2022/23  | 3      |
| 8   | Реал Сосьедад        | 76 | 2923 | 2547 | 962  | 633 | 935  | 3545 | 3484 | 2  | 3  | 2  | 6  | 5  | 5  | 23 | 1929    | 2010/11  | 1      |
| 9   | Реал Бетис           | 57 | 2222 | 1956 | 701  | 492 | 763  | 2472 | 2795 | 1  | —  | 2  | 3  | 5  | 8  | 19 | 1932/33 | 2015/16  | 1      |
| 10  | Реал Сарагоса        | 58 | 2109 | 1986 | 698  | 522 | 766  | 2683 | 2847 | —  | 1  | 4  | 5  | 4  | 4  | 18 | 1939/40 | 2012/13  | 2      |
| 11  | Сельта               | 57 | 2058 | 1926 | 623  | 457 | 816  | 2568 | 2949 | —  | —  | —  | 2  | 4  | 5  | 11 | 1939/40 | 2012/13  | 4      |
| 12  | Депортиво Ла-Корунья | 46 | 1843 | 1568 | 569  | 403 | 596  | 2090 | 2269 | 1  | 5  | 4  | 1  | —  | 1  | 12 | 1941/42 | 2017/18  | 1      |
| 13  | Реал Вальядолид      | 46 | 1625 | 1618 | 498  | 433 | 687  | 1896 | 2396 | —  | —  | —  | 1  | 1  | 1  | 3  | 1948/49 | 2022/23  | 4      |
| 14  | Осасуна              | 41 | 1544 | 1468 | 476  | 369 | 623  | 1654 | 2028 | —  | —  | —  | 2  | 2  | 2  | 6  | 1935/36 | 2019/20  | 4      |
| 15  | Расинг               | 44 | 1415 | 1426 | 453  | 335 | 638  | 1842 | 2365 | —  | 1  | 1  | 2  | —  | 1  | 5  | 1929    | 2011/12  | 2      |
| 16  | Спортинг Хихон       | 42 | 1389 | 1458 | 471  | 358 | 629  | 1753 | 2152 | —  | 1  | 1  | 2  | 2  | 1  | 7  | 1944/45 | 2016/17  | 2      |
| 17  | Малага               | 37 | 1334 | 1293 | 395  | 335 | 563  | 1445 | 1824 | —  | —  | —  | 1  | —  | 1  | 2  | 1949/50 | 2017/18  | 4      |
| 18  | Вильярреал           | 23 | 1316 | 884  | 362  | 230 | 282  | 1243 | 1061 | —  | 1  | 1  | 2  | 6  | 2  | 12 | 1998/99 | 2013/14  | 2      |

Статус лиги в сезоне 2023/24:
|  | Ла Лига 2023/24            |
|  | Сегунда 2023/24            |
|  | Примера Федерасьон 2023/24 |
|  | Сегунда Федерасьон 2023/24 |
|  | Терсера Федерасьон 2023/24 |
|  | Несуществующий клуб        |

## Индивидуальные награды
Существует большое количество индивидуальных наград, вручаемых футболистам Примеры, из их числа главными являются «Трофей Пичичи» (или просто Пичичи) лучшему бомбардиру лиги и «Трофей Саморы» — лучшему вратарю (им награждается вратарь с наименьшим количеством голов, пропущенных в среднем за игру). Обе награды присуждаются крупнейшей спортивной газетой Испании — Marca.
В 2008 году была учреждена новая награда — «Трофео Ди Стефано», вручаемая лучшему футболисту Примеры в целом. Эта награда присуждается путём опроса читателей Marca, еженедельно выдвигающих кандидатов на попадание в финальную часть выборов, где затем ведущие футбольные эксперты Испании выбирают лучшего на их взгляд игрока года в лиге.

## Рекорды игроков по голам и матчам

### Голы
Синим выделены футболисты, продолжающие выступления в чемпионате
| №  | Футболист           | Сборная                        | Клубы                                                                              | Голы | Матчи | В ср. |
| -- | ------------------- | ------------------------------ | ---------------------------------------------------------------------------------- | ---- | ----- | ----- |
| 1  | Лионель Месси       | Аргентина                      | Барселона                                                                          | 474  | 520   | 0,91  |
| 2  | Криштиану Роналду   | Португалия                     | Реал Мадрид                                                                        | 311  | 292   | 1,07  |
| 3  | Тельмо Сарра        | Испания                        | Атлетик Бильбао                                                                    | 251  | 278   | 0,90  |
| 4  | Карим Бензема       | Франция                        | Реал Мадрид                                                                        | 238  | 439   | 0,54  |
| 5  | Уго Санчес          | Мексика                        | Атлетико Мадрид, Реал Мадрид, Райо Вальекано                                       | 234  | 347   | 0,67  |
| 6  | Рауль               | Испания                        | Реал Мадрид                                                                        | 228  | 550   | 0,41  |
| 7  | Альфредо Ди Стефано | Аргентина · Колумбия · Испания | Реал Мадрид, Эспаньол                                                              | 227  | 329   | 0,69  |
| 8  | Сесар Родригес      | Испания                        | Гранада, Барселона, Культураль Леонеса, Эльче                                      | 221  | 353   | 0,63  |
| 9  | Кини                | Испания                        | Спортинг (Хихон), Барселона                                                        | 219  | 448   | 0,49  |
| 10 | Паиньо              | Испания                        | Сельта, Реал Мадрид, Депортиво Ла-Корунья                                          | 212  | 278   | 0,76  |
| 11 | Антуан Гризманн     | Франция                        | Реал Сосьедад, Барселона, Атлетико Мадрид                                          | 198  | 528   | 0,38  |
| 12 | Эдмундо Суарес      | Испания                        | «Валенсия», «Алькояно»                                                             | 195  | 231   | 0,84  |
| 13 | Сантильяна          | Испания                        | «Реал Мадрид»                                                                      | 186  | 461   | 0,40  |
| 13 | Давид Вилья         | Испания                        | «Спортинг» Хихон, «Реал Сарагоса», «Валенсия», «Барселона», «Атлетико Мадрид»      | 186  | 352   | 0,53  |
| 14 | Гильермо Горостиса  | Испания                        | «Атлетик Бильбао», «Валенсия»                                                      | 183  | 255   | 0,72  |
| 15 | Хуан Арса           | Испания                        | «Севилья»                                                                          | 182  | 349   | 0,52  |
| 16 | Луис Суарес         | Уругвай                        | Барселона, Атлетико Мадрид                                                         | 179  | 258   | 0,69  |
| 17 | Самюэль Это’о       | Камерун                        | Леганес, Мальорка, Барселона                                                       | 162  | 280   | 0,58  |
| 18 | Луис Арагонес       | Испания                        | Хетафе, Рекреативо, Эркулес, Плюс Ультра, Реал Овьедо, Реал Бетис, Атлетико Мадрид | 160  | 360   | 0,44  |
| 19 | Ариц Адурис         | Испания                        | Атлетик Бильбао, Мальорка, Валенсия                                                | 158  | 443   | 0,36  |

### Матчи
Синим выделены футболисты, продолжающие выступления в чемпионате
| №  | Футболист          | Сборная   | Клубы                                                                               | Годы                 | Матчи | Голы |
| -- | ------------------ | --------- | ----------------------------------------------------------------------------------- | -------------------- | ----- | ---- |
| 1  | Андони Субисаррета | Испания   | Атлетик Бильбао, Барселона, Валенсия                                                | 1981—1998            | 622   | 0    |
| 1  | Хоакин             | Испания   | Реал Бетис, Валенсия, Малага                                                        | 2001—2013, 2015—2023 | 622   | 78   |
| 3  | Рауль Гарсия       | Испания   | Осасуна, Атлетико Мадрид, Атлетик Бильбао                                           | 2004—2024            | 609   | 110  |
| 4  | Рауль              | Испания   | Реал Мадрид                                                                         | 1994—2010            | 550   | 228  |
| 5  | Эусебио Сакристан  | Испания   | Реал Вальядолид, Атлетико Мадрид, Барселона, Сельта                                 | 1983—2002            | 543   | 36   |
| 6  | Пако Буйо          | Испания   | Севилья, Реал Мадрид                                                                | 1980—1997            | 542   | 0    |
| 7  | Серхио Рамос       | Испания   | Севилья, Реал Мадрид                                                                | 2003—2021, 2023—2024 | 536   | 76   |
| 8  | Маноло Санчис      | Испания   | Реал Мадрид                                                                         | 1983—2001            | 523   | 33   |
| 9  | Лионель Месси      | Аргентина | Барселона                                                                           | 2004—2021            | 520   | 474  |
| 10 | Икер Касильяс      | Испания   | Реал Мадрид                                                                         | 1999—2015            | 510   | 0    |
| 11 | Хави               | Испания   | Барселона                                                                           | 1998—2015            | 505   | 58   |
| 12 | Микель Солер       | Испания   | Эспаньол, Барселона, Атлетико Мадрид, Севилья, Реал Мадрид, Реал Сарагоса, Мальорка | 1983—2003            | 504   | 12   |